# Église de la Trinité de Berlin
Pour les articles homonymes, voir Église de la Trinité.
L'église de la Trinité de Berlin est une église protestante de Friedrichstadt. Frédéric-Guillaume Ier a décidé que l'Église devait servir les deux confessions protestantes représentées à Berlin, les luthériens et les réformés. C'est donc une église simultanée à Berlin.
Après avoir été fortement endommagée pendant la Seconde Guerre mondiale, elle est dynamitée. Aujourd'hui, cette partie de la Friedrichstadt fait partie du quartier berlinois de Mitte dans le quartier du même nom et à l'arrondissement ecclésiastique de Berlin Stadtmitte (de).

## Localisation et environs

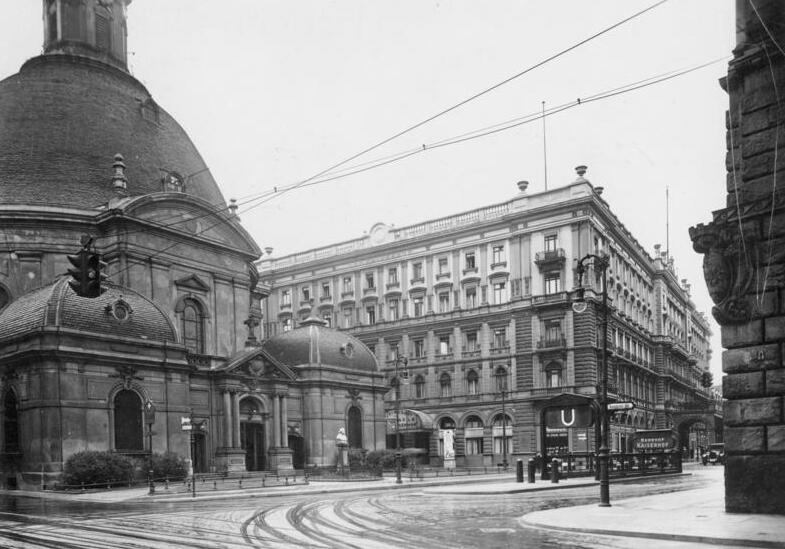
Vue depuis la Mohrenstraße à l'ouest de la Zietenplatz avec l' hôtel Kaiserhof en arrière-plan, en 1931.

L'église est située sur une zone triangulaire à la jonction de la Mauerstraße (de) et de la Kanonierstrasse (depuis 1951 : Glinkastraße (de)) du côté sud de la Mohrenstraße (de), à proximité immédiate de la Zietenplatz (de) et de l'hôtel Kaiserhof, détruit pendant la Seconde Guerre mondiale. Une partie de la propriété de l'église de la Trinité détruite fait désormais partie du terrain de l'ambassade de Corée du Nord. À l'est, dans la Glinkastraße, le plan de l'ancienne église est indiqué par des pierres colorées dans le pavage. Trois presbytères utilisés comme maisons d'habitation et communautaires sont construits dans le quartier de la Glinkastraße/Taubenstraße (de) et certains d'entre eux sont encore conservés aujourd'hui (Glinkastraße 16 et Taubenstraße 3). Un bâtiment religieux similaire, l'église bohémienne de Bethléem, consacrée en 1737, est situé à proximité immédiate (aujourd'hui : Bethlehemkirchplatz (de)).

## Histoire et description du bâtiment

### Aperçu
L'extension de la ville ordonnée par le roi Frédéric-Guillaume Ier rend également nécessaire la construction de nouvelles églises. En août 1737, la première pierre de l'église de la Trinité, conçue par l'architecte Titus de Favre (de), nouvellement nommé, est posée. L'édifice, construit avec la participation du maître maçon de la cour Christian August Naumann (de), est achevé le 30 août 1739. Le bâtiment de l'église est temporairement utilisé comme caserne en 1806 pendant l'occupation de Berlin par Napoléon. L'église de la Trinité est la dernière église protestante de Berlin pendant une centaine d'années. Une chapelle baptismale et un vestibule avec une extension de sacristie sont construits entre 1885 et 1886 selon les plans des architectes Carl Vohl (de) et Friedrich Schulze. Pendant la Seconde Guerre mondiale, l'intérieur de l'église de la Trinité brûle lors d'un raid aérien en novembre 1943. Peu avant la fin de la guerre, les ruines, transformées en abri anti-aérien pour le NSDAP Gauleitung, sont détruites lors de combats de rue jusqu'aux murs d'enceinte et dynamitées en 1947.

### Aménagement extérieur

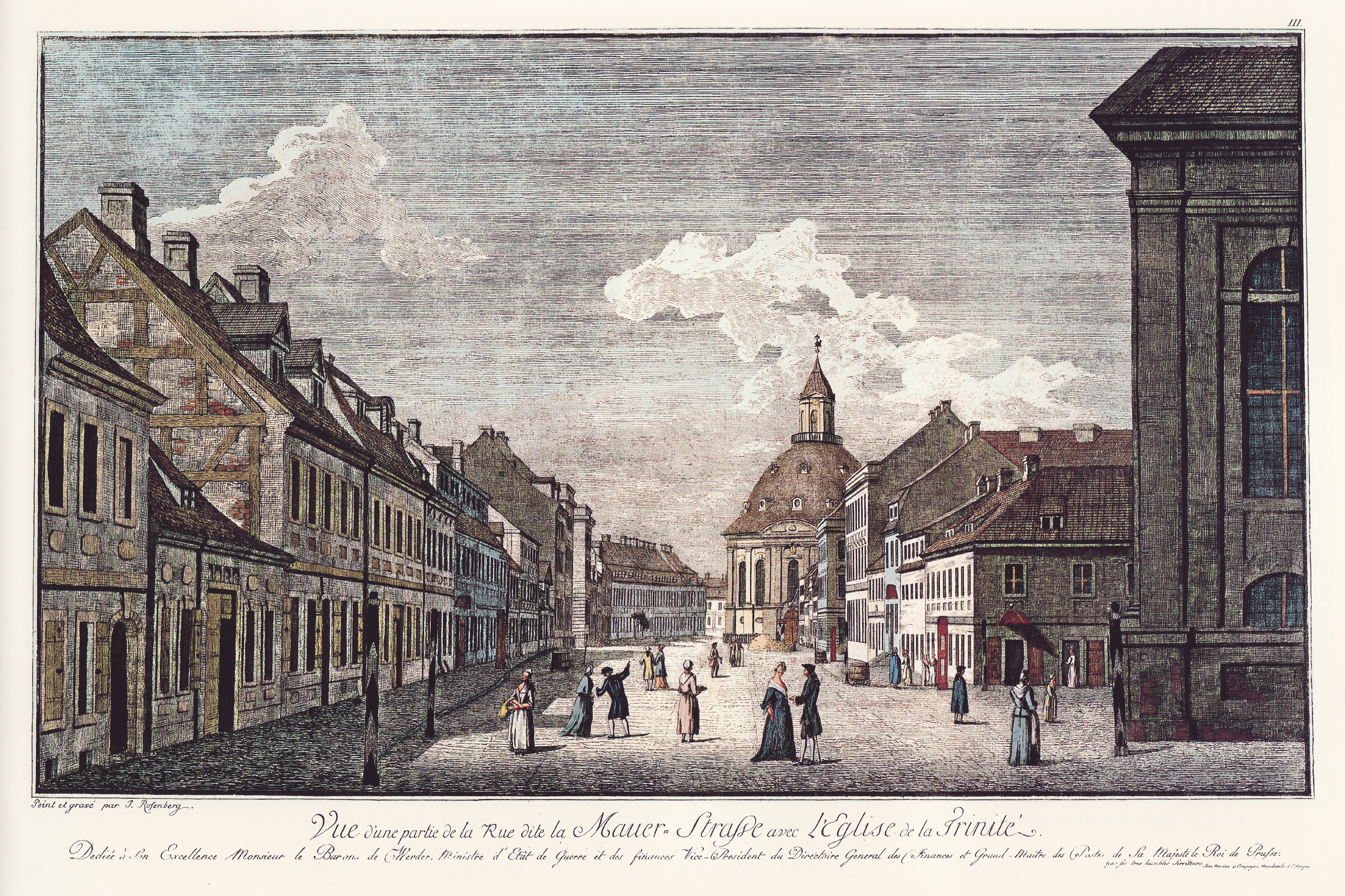
Vue de la Mauerstraße avec l'église de la Trinité, vers 1780.

L'église de la Trinité est un bâtiment rond avec quatre courtes saillies qui suggèrent une forme de croix. Le bâtiment sacré baroque avait un toit en forme de dôme sur un bâtiment central de 22 mètres de diamètre. La coupole en bois carrelée est surmontée d'une lanterne octogonale qui fait office de clocher.

### Aménagement intérieur

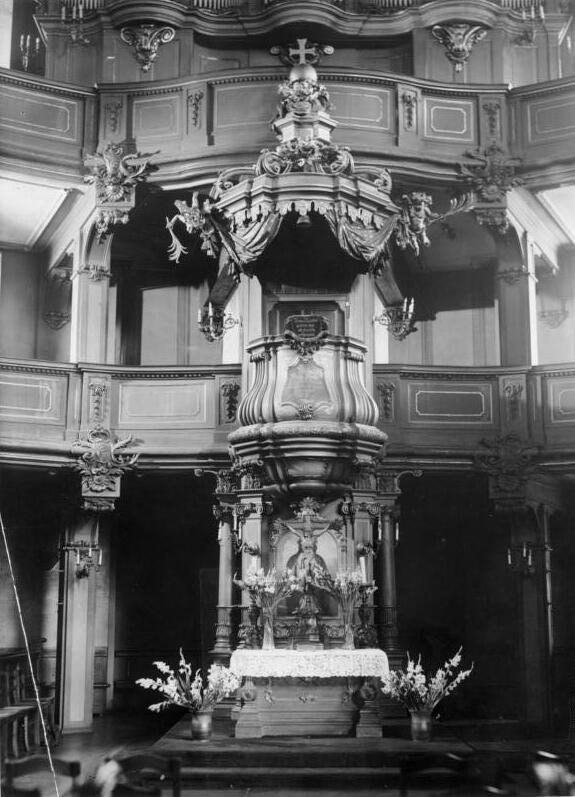
Autel de la chaire de l'église de la Trinité.

La salle paroissiale est initialement entourée de trois galeries. La galerie supérieure est supprimée lors d'une rénovation par le constructeur Adolf Lohse (de) en 1864. La salle du chœur n'est pas aménagée séparément, elle s'inscrit dans la salle principale ronde et est donc clairement visible de tous les côtés.

## Équipement (sélection)
Du côté Est, il y a un autel, un orgue et une chaire superposés. L'autel de la chaire est une somptueuse sculpture baroque. Le dôme en bois est décoré d'images des quatre évangélistes.
Un petit positif sert de premier orgue. Ernst Julius Marx (de) construit un orgue à 28 registres sur deux claviers et un pédalier en 1774/1775. En 1806, l'instrument est endommagé par les troupes françaises puis réparé. En 1895, Wilhelm Sauer construit un nouveau bâtiment avec un volet pneumatique à cône derrière le logement historique. La société G. F. Steinmeyer & Co. (de) réalise une extension en 1936 (IV/P/56), électrifie la mécanique et construit un orgue de chœur à deux claviers pouvant être joué depuis la console principale. L'intérieur est perdu avec l'église en 1943.

## Aumônerie et environnement
Le premier pasteur de l'église de la Trinité est, sur ordre du roi Frédéric-Guillaume Ier, le pédagogue et théologien Johann Julius Hecker (de). Le théologien Friedrich Schleiermacher prêche dans l'église de la Trinité de 1809 à 1834. À Pâques 1831, il confirme le futur chancelier Otto von Bismarck. Ernst Dryander (de) est pasteur de 1882 à 1898. Paul von Hindenburg utilise l'église pour le culte du dimanche. Dietrich Bonhoeffer prêche dans les services académiques de l'église de la Trinité alors qu'il est professeur privé et pasteur étudiant à l'Université technique de Berlin de 1932 à 1933. Après la Seconde Guerre mondiale, les services communautaires ont lieu au centre communautaire du 115, Wilhelmstraße, au moins jusqu'à la fin des années 1970.
L'église comprenait les cimetières de la Trinité I et de la Trinité II, tous deux à Kreuzberg, et de la Trinité III (de) à Mariendorf, qui sont encore utilisés aujourd'hui. Un autre cimetière appartenant à la communauté de la Trinité, non conservé, se trouve devant la porte de Potsdam (de).
Comme cela a déjà été fait en 1999 sur la Bethlehemkirchplatz (de), dans le cadre des travaux de rénovation de la Mauerstraße et de la Glinkastraße en 2008, l'emplacement et une partie du plan de l'église sont rendus visibles sous la forme d'une mosaïque de pavage directement devant l'entrée de l'Ambassade de Corée du Nord.